# ویرجینیا (آیداهو)
ویرجینیا (به انگلیسی: Virginia) یک منطقهٔ مسکونی در ایالات متحده آمریکا است که در شهرستان بانوک، آیداهو واقع شده‌است. ویرجینیا ۱٬۴۶۳ متر بالاتر از سطح دریا واقع شده‌است.